# VR睡眠
VR睡眠（ブイアールすいみん）とは、ソーシャルVRにおいてヘッドマウントディスプレイを装着したまま睡眠する行為である。
VR空間で睡眠することで現実世界では居住地の離れた他人と擬似的に集まることができ、他者と一緒に眠る多幸感を得ることができるほか、自分好みの部屋や現実離れした空間で睡眠を取ることができる。バーチャル美少女ねむ曰くほぼ毎日のようにVR睡眠をしているユーザーも存在するという。VR空間で眠るため現実では面識のない相手であっても安全であり、かつソーシャルディスタンスを守りつつ他人との繋がりを得る手段としてコロナ禍において注目を集めた。寝る直前まで友人と話しているうちに寝落ちしてしまう点が修学旅行のようであるといい、その点がVRの睡眠の魅力だとされている。また、VR睡眠をしているフレンドのもとへペンでメッセージを書き残す「書き置き」と呼ばれる文化が存在し、起床直後に人との繋がりを感じられる点もまた魅力であるとされている。東京工業大学助教授でありVRChatプレイヤーであるjumiusはVR睡眠の利点について「旅行やキャンプなどの「疲れは取れないけど集まって寝ること自体の楽しさ」に近いと感じました。快眠とならなくても非日常の楽しみとして体験する人は増えてもよさそうです」と述べており、また、バーチャルYouTuberなどのバーチャルな存在が睡眠する姿を配信等で見せることで、生活感のある存在であることを表現できる点を指摘している。
VR睡眠時は睡眠用途に最適化されていないヘッドマウントディスプレイを装着したままになる。ヘッドマウントディスプレイは概して後頭部に突起があるため不安定な姿勢で寝ることとなり、長時間装着したまま睡眠するため寝返りが取れず疲労感が取れない、逆に疲れる、汗がこもりやすい、慣れていないと熟睡が難しいなどのデメリットが存在する。そのためヘッドマウントディスプレイを外してイヤホンのみを装着して睡眠するユーザーも存在するという。VR睡眠用の枕を販売するメーカーである株式会社ROOXは「「MPは回復するがHPが削られる」というV睡評もむべなるかな」と述べている。一方で不眠症患者の睡眠の改善に効果があるとする研究も存在し、SRIインターナショナルで睡眠を研究する神経科学者マッシミリアーノ・デ・ザンボッティはVR睡眠が不眠症に与える正の影響について「自分の置かれた環境を調節できる一方で現実につなぎとめられていて、入眠に欠かせない安心が得られるから」だと述べている。
対策としてビーズクッションに頭を沈み込ませることで姿勢を安定させる等の方策があり、VR睡眠に適した形状の枕や、後頭部に突起のない『VIVE XR Elite』というヘッドマウントディスプレイなどが存在する。